# 马德莱娜·埃德隆德
马德莱娜·埃德隆德（瑞典語：Madelaine Edlund，1985年9月15日—），瑞典女子足球运动员。她曾代表瑞典国家队参加2007年和2011年国际足联女子世界杯。她也曾参加2012年夏季奥林匹克运动会。